# Geranomyia bancrofti
Geranomyia bancrofti là một loài ruồi trong họ Limoniidae. Chúng phân bố ở miền Australasia.